# Theresia van León
Theresia van León (circa 1080 – 11 november 1130) was van 1096 tot 1116 gravin en van 1116 tot 1128 de eerste koningin van Portugal. Ze behoorde tot het huis Jiménez.

## Levensloop
Theresia was een buitenechtelijke dochter van koning Alfons VI van León en Castilië en Jimena Muñoz. Ze werd behandeld als een volwaardig lid van de koninklijke familie en in 1093 huwelijkte haar vader haar uit aan Hendrik van Bourgondië, afstammeling van de hertogen van Bourgondië en de koningen van Frankrijk uit het huis Capet.
In 1096 benoemde Alfons VI Theresia en Hendrik tot gouverneurs van alle landerijen tussen de Minhorivier en de stad Santarém, die voorheen bestuurd werden door zijn neef Raymond van Bourgondië, de echtgenoot van Theresia's halfzus Urraca. Hierdoor werden Hendrik en Raymond rivalen van elkaar, strijdend om de gunst van de koning. Na de dood van Alfons VI in 1109 bleven Theresia en Hendrik over deze landerijen regeren, die bekendstonden als het graafschap Portugal.
Alfons VI werd als koning van León en Castilië opgevolgd door zijn wettige dochter Urraca. Theresia betwistte dit en haar echtgenoot Hendrik viel León binnen in de hoop het koninkrijk te annexeren. Nadat Hendrik van Bourgondië in 1112 overleed, bleef Theresia als enige heerser van Portugal over. Ze moest onmiddellijk het zuidelijk deel van haar gebieden verdedigen tegen de Moren, die tot aan de Mondegorivier waren opgerukt. Nadat Theresia succesvol Coimbra verdedigde, werd ze in 1116 door paus Paschalis II erkend als koningin van Portugal.
Hetzelfde jaar begon Theresia een oorlog tegen haar halfzus Urraca, in een poging meer macht te verwerven. In 1120 kwam het opnieuw tot oorlog, toen ze een groter deel van haar erfenis uit León wilde afdwingen. Theresia sloot een alliantie met haar minnaar Fernando Pérez, de graaf van Traba, de machtigste Galicische edelman in die tijd, die zijn eerste vrouw verstoten had om met de koningin te kunnen trouwen. In 1121 werd ze echter verslagen en gevangengenomen nabij Lanhoso, op de noordelijke grens van Portugal met Galicië. Vervolgens kwam er een onderhandelde vrede tot stand tussen Theresia en Urraca, waarbij de aartsbisschoppen van Santiago de Compostella en Braga optraden als bemiddelaar. Theresia werd vrijgelaten, op voorwaarde dat ze Urraca erkende als suzerein.
Rond 1128 hadden de aartsbisschop van Brava en de meeste Portugese edelen genoeg van haar aanhoudende alliantie met de Galiciërs, vooral toen de nieuwe aartsbisschop van Santiago de Compostella, de Galiciër Diego Gelmírez, meer macht en invloed probeerde te verwerven. De Portugese edelen kwamen in opstand en het kwam tot een korte burgeroorlog. Haar zoon en erfgenaam Alfons I versloeg haar leger uiteindelijk in de Slag bij São Mamede, nabij Guimarães. Vervolgens werd Theresia afgezet als koningin van Portugal en samen met de graaf van Traba en hun kinderen verbannen naar Galicië, waar ze in november 1130 overleed. Ze werd bijgezet in de Kathedraal van Braga.

## Nakomelingen
Theresia en haar echtgenoot Hendrik van Bourgondië kregen zeven kinderen:
- Alfons (1094-1108)
- Urraca (1095-1169), huwde in 1120 met Bermudo Pérez de Traba
- Sancha (1097-1163), huwde eerst in 1129 met Sancho Nunes de Celanova en vervolgens rond 1147 met Ferdinand Mendes, heer van Braganza
- Theresia (1098-?)
- Hendrik (1106-1110)
- Alfons I (1109-1185), koning van Portugal
- Peter, abt van het Klooster van Alcobaça

Daarnaast had ze ook nog twee dochters uit haar relatie met Fernando Pérez de Traba:
- Theresia Fernández de Traba (overleden in 1180), huwde eerst in 1154 met graaf Nuño Pérez de Lara en daarna in 1178 met koning Ferdinand II van León
- Sancha Fernández de Traba (overleden in 1181), huwde eerst rond 1150 met graaf Álvaro Rodríguez de Sarria, daarna rond 1170 met graaf Pedro Alfonso en uiteindelijk rond 1178 met graaf Gonzalo Ruiz.